# (260) Huberta
(260) Huberta ist ein Asteroid jenseits des äußeren Hauptgürtels, der am 3. Oktober 1886 vom österreichischen Astronomen Johann Palisa an der Universitätssternwarte Wien entdeckt wurde.
Der Asteroid wurde benannt nach dem heiligen Hubertus von Lüttich (um 655–727), dem Schutzpatron der Jäger. In der „Beilage zum (Wiener) Astronomischen Kalender für 1888“, S. 87 heißt es ironisch: „… Palisa… Huberta nannte, offenbar nach dem heiligen Hubertus, der sich aber der Aufnahme unter die Gestirne durch eine Veränderung der Endsylbe us in a, und damit durch die Verwandlung aus einem Patrone in eine Patronin der Jäger erkaufen musste.“
(260) Huberta wird zwar zu den Hauptgürtelasteroiden gezählt, bewegt sich aber außerhalb der Hecuba-Lücke und ist damit ein Mitglied der Cybele-Gruppe.

## Wissenschaftliche Auswertung
Aus Ergebnissen der IRAS Minor Planet Survey (IMPS) wurden 1992 Angaben zu Durchmesser und Albedo für zahlreiche Asteroiden abgeleitet, darunter auch (260) Huberta, für die damals Werte von 94,7 km bzw. 0,05 erhalten wurden. Mit dem Satelliten Midcourse Space Experiment (MSX) wurden 1996 bis 1997 im Rahmen der Infrared Minor Planet Survey (MIMPS) Daten gewonnen, aus denen für den Asteroiden Werte für den mittleren Durchmesser und die Albedo von 85,8 km bzw. 0,06 bestimmt wurden. Eine Auswertung von Beobachtungen durch das Projekt NEOWISE im nahen Infrarot führte 2011 zu vorläufigen Werten für den Durchmesser und die Albedo im sichtbaren Bereich von 85,8 km bzw. 0,06. Nach neuen Messungen mit NEOWISE wurden die Werte 2014 auf 101,5 km bzw. 0,04 korrigiert. Nach der Reaktivierung von NEOWISE im Jahr 2013 und Registrierung neuer Daten wurden die Werte 2015 zunächst mit 92,9 oder 115,1 km bzw. 0,04 oder 0,03 angegeben und dann 2016 korrigiert zu 102,1 km bzw. 0,04, diese Angaben beinhalten aber alle hohe Unsicherheiten.
Eine spektroskopische Untersuchung von 820 Asteroiden zwischen November 1996 und September 2001 am La-Silla-Observatorium in Chile ergab für (260) Huberta eine taxonomische Klassifizierung als X-Typ.
Photometrische Messungen des Asteroiden fanden erstmals statt vom 6. bis 9. März 1992 am La-Silla-Observatorium und vom 25. Januar bis 4. Februar 1999 am Calar-Alto-Observatorium in Spanien. Die gemessenen Lichtkurven wurden zu einer Rotationsperiode von 8,29 h ausgewertet.
Aus den archivierten photometrischen Daten des United States Naval Observatory und der Catalina Sky Survey in Arizona wurde in einer Untersuchung von 2013 erstmals ein dreidimensionales Gestaltmodell des Asteroiden für zwei alternative Positionen der Rotationsachse mit retrograder Rotation und eine Rotationsperiode von 8,29055 h bestimmt.
Weitere photometrische Messungen erfolgten vom 13. September bis 23. November 2014 am Astronomischen Observatorium der Universität Kiew in der Ukraine. Aus der während 11 Nächten aufgezeichneten Lichtkurve wurde eine Rotationsperiode von 8,2895 h bestimmt. Bei einer Kampagne vom 12. September 2014 bis 7. Februar 2015 konnte aus Daten der Raumsonde Gaia in Verbindung mit erdgebundenen Beobachtungen ebenfalls eine Rotationsperiode von 8,2895 h bestimmt werden.
Eine Durchmusterung im Rahmen der Palomar Transient Factory (PTF) am Palomar-Observatorium in Kalifornien ab 2009 bestätigte in einer Untersuchung von 2015 die Bestimmung der Rotationsperiode von (260) Huberta mit einem Wert von etwa 8,296 h. Aus thermischen Infrarot-Daten wurde außerdem ein Durchmesser von 99,5 ± 0,8 km abgeleitet. Im Jahr 2021 wurde aus archivierten Daten und photometrischen Messungen von Gaia DR2 erneut eine Rotationsachse mit retrograder Rotation berechnet. Die Rotationsperiode wurde dabei zu 8,29058 h bestimmt.
Zwischen 2012 und 2018 wurden mit der All-Sky Automated Survey for Supernovae (ASAS-SN) auch photometrische Daten von 20.000 Asteroiden aufgezeichnet. Auf mehr als 5000 davon konnte erfolgreich die Methode der konvexen Inversion angewendet werden, darunter auch (260) Huberta, für die in einer Untersuchung von 2021 ein verbessertes dreidimensionales Gestaltmodell für zwei alternative Rotationsachsen mit retrograder Rotation und einer Periode von 8,2905 h berechnet wurde.
Aus archivierten Daten des Asteroid Terrestrial-impact Last Alert System (ATLAS) aus dem Zeitraum 2015 bis 2018 konnte in einer Untersuchung von 2022 mit der Methode der konvexen Inversion eine Rotationsperiode von 8,2907 h bestimmt werden. Im Jahr 2023 wurde aus photometrischen Messungen von Gaia DR3 erneut ein dreidimensionales Gestaltmodell des Asteroiden für zwei alternative Rotationsachsen mit retrograder Rotation und einer Periode von 8,2905 h berechnet.

## Huberta-Familie
(260) Huberta ist namensgebendes und größtes Mitglied einer Asteroidenfamilie mit ähnlichen Bahneigenschaften, wie eine Große Halbachse von 3,32–3,56 AE, eine Exzentrizität von 0,03–0,11 und eine Bahnneigung von 4,8°–6,8°. Taxonomisch handelt es sich um Asteroiden der Spektralklassen C, D und X, die mittlere Albedo liegt bei 0,06. Die Huberta-Familie umfasste im Jahr 2019 136 bekannte Mitglieder, ihr Alter wurde auf 1100 ± 50 Mio. Jahre geschätzt.